# 謝爾比 (北卡羅萊納州)
謝爾比（英語：Shelby）位於美國北卡羅萊納州克里夫蘭縣，是該縣的縣治。城市以艾薩克·謝爾比之名命名。依據美國2000年人口普查， 人口數有21,918人。